# Wang Jong-She
Wang Jong-She (19 de julio de 1949) es un deportista taiwanés que compitió para China en judo. Ganó una medalla de bronce en los Juegos Asiáticos de 1986 en la categoría de –65 kg.

## Palmarés internacional
| Representando a China |                      |                   |           |
| Juegos Asiáticos      |                      |                   |           |
| Año                   | Lugar                | Medalla           | Categoría |
| 1986                  | Seúl (Corea del Sur) | Medalla de bronce | –65 kg    |